# Pokerhandboken
Pokerhandboken är en bok skriven av Dan Glimne som behandlar kortspelet poker. Pokerhandboken har getts ut i tre olika upplagor, 1995 kom den första (ISBN 91-32-31978-9), 2002 den andra (ISBN 91-32-32724-2) och den tredje upplagan gavs ut 2005 (ISBN 91-32-33196-7). Boken gavs även ut i norsk översättning 2006.
I Pokerhandboken tar Glimne upp pokerns historia, grundläggande regler samt taktik och strategi i de vanligaste pokerformerna: mörkpoker, stötpoker (Five Card Stud), Sökö, Texas hold'em, Seven Card Stud och Omaha. I boken finns också gott om pokervitsar och citat från berömda pokerspelare.
Pokerhandboken har även legat till grund för en DVD med samma namn, och utgiven 2005.